# Đồ Bàn
Thành Đồ Bàn hay Vijaya (tiếng Phạn विजया, nghĩa Việt: Thắng lợi), còn gọi là thành cổ Chà Bàn (Trà Bàn) là kinh đô của người Degar thuộc Chăm Pa, nay thuộc địa phận xã Nhơn Hậu, thị xã An Nhơn và cách thành phố Quy Nhơn (tỉnh Bình Định, Việt Nam) 27 km về hướng Tây Bắc. Trong thời kỳ Chăm Pa có quốc hiệu là Chiêm Thành. Vijaya đồng thời cũng là tên gọi một trong các tiểu quốc của Chăm Pa, tiểu quốc Vijaya.

## Lịch sử

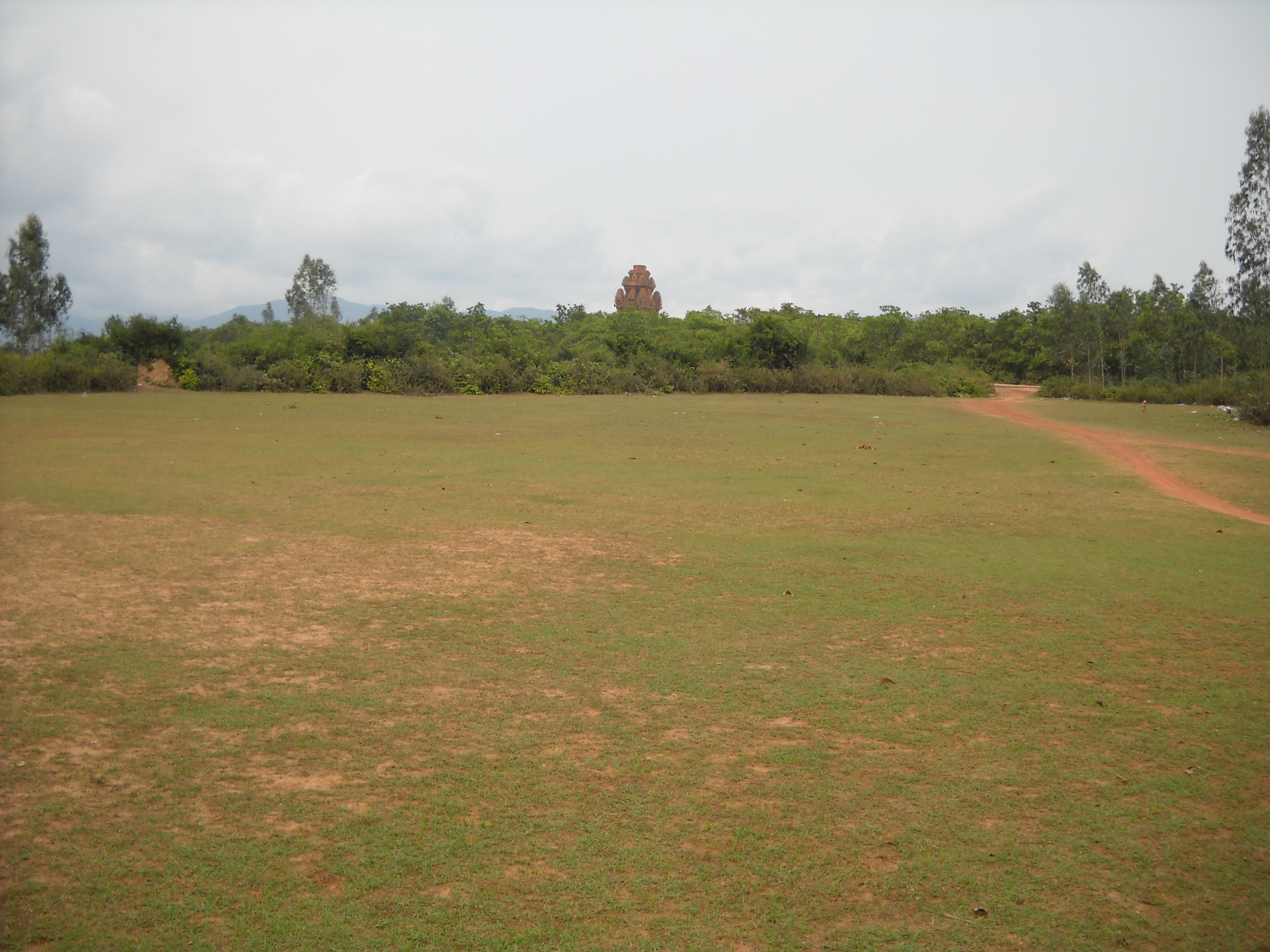
Tháp Cánh Tiên hiện còn trong thành Vijaya xưa

Sau khi kinh đô cũ Indrapura bị quân đội Lê Hoàn của Đại Cồ Việt tấn công và phá hủy năm 982. Triều đình Chăm Pa lánh nạn vào phương Nam. Lưu Kế Tông, một vị tướng của Lê Hoàn đã ở lại và cai trị khu vực bắc Chăm từ Quảng Bình vào Quảng Nam ngày nay.
Ở phía Nam, người Chăm đã tôn một vị lãnh đạo của mình lên ngôi với tên hiệu là Harivarman II vào năm 988. Ông đã cho xây dựng Vijaya là quốc đô của mình. Sau cái chết của Lưu Kế Tông, người Việt rút lui khỏi vùng đất phía bắc, Harivarman II đã lấy lại và dời đô về kinh đô cũ Indrapura, tuy nhiên tới khoảng năm 999 vị vua kế tiếp là Sri Vijaya Yangkupu đã vĩnh viễn dời đô về Vijaya .Việc dời đô về Vijaya được Tống sử ghi lại khi đoàn sứ thần của Chăm Pa tới nhà Tống (Trung Quốc) vào năm 1005.
Trong 5 năm thế kỷ là kinh đô, Vijaya phải chịu nhiều cuộc tấn công từ Đại Việt, Chân Lạp, Xiêm, Nguyên Mông. Người Khmer đã tấn công vào rất nhiều lần, có những thời gian Vijaya chịu sự cai trị của Chân Lạp từ năm 1145 đến năm 1149 và từ năm 1190 đến năm 1192. Xiêm La dưới thời vương triều Sukhothai cũng góp phần vào trận chiến năm 1313 nhưng sau đó đã rút lui bởi sự can thiệp của nhà Trần (Đại Việt), Nguyên Mông tấn công Vijaya vào năm 1283. Nhưng nhiều nhất vẫn là các cuộc tấn công từ các vương triều Đại Việt, các thống kê cho thấy Vijaya bị tấn công từ Đại Việt vào các năm 1044, 1069, 1074 (nhà Lý), 1252, 1312, 1377 (nhà Trần), 1403 (nhà Hồ), 1446, 1471 (nhà Lê). Trận chiến tại thành Vijaya vào năm 1471 với quân đội nhà Lê (Đại Việt) cũng chấm dứt sự tồn tại sau 5 thế kỷ là quốc đô của Vijaya, Chăm Pa mất hoàn toàn miền Bắc vào Đại Việt và lui về vùng phía nam đèo Cù Mông.

### Thời gian biểu
Năm 982, triều đại vua Yangpuku Vijaya (tiếng Hán Việt là Ngô Nhật Hoan ?), thành Đồ Bàn được xây dựng. Đây là kinh đô cuối cùng của vương quốc Chăm Pa và các vua Chăm đã đóng ở đây từ thế kỷ 11 đến thế kỷ 15.
Năm 1377, trong trận Đồ Bàn, vua Trần Duệ Tông đem 120.000 quân bộ, thủy đánh thành Đồ Bàn bị Chế Bồng Nga đánh bại, Trần Duệ Tông tử trận.
Năm 1403,vua Hồ Hán Thương của nhà Hồ sai tướng đem 200.000 lính vây đánh thành Đồ Bàn ngót hai tháng trời, nhưng bị quân Chiêm Thành phản công quyết liệt, phải rút quân về nước.
Năm 1471, vua Lê Thánh Tông đem một đoàn lục, thủy quân hùng mạnh sang đánh Chăm Pa. Sau khi chiếm được, Lê Thánh Tông ra lệnh phá hủy thành Đồ Bàn.
Năm 1778, Nguyễn Nhạc tự xưng là Trung ương Hoàng Đế nhà Tây Sơn, đóng đô ở đây, nên còn gọi là thành Hoàng Đế, ông cho mở rộng về phía Đông, xây dựng nhiều công trình lớn.
Năm 1799, thành bị quân Nguyễn Ánh chiếm, đổi gọi là thành Bình Định.
Ngày nay, thành Hoàng Đế là một trong những di tích giá trị, quan trọng trong nghiên cứu lịch sử quân sự và khảo cổ học.

## Đặc điểm

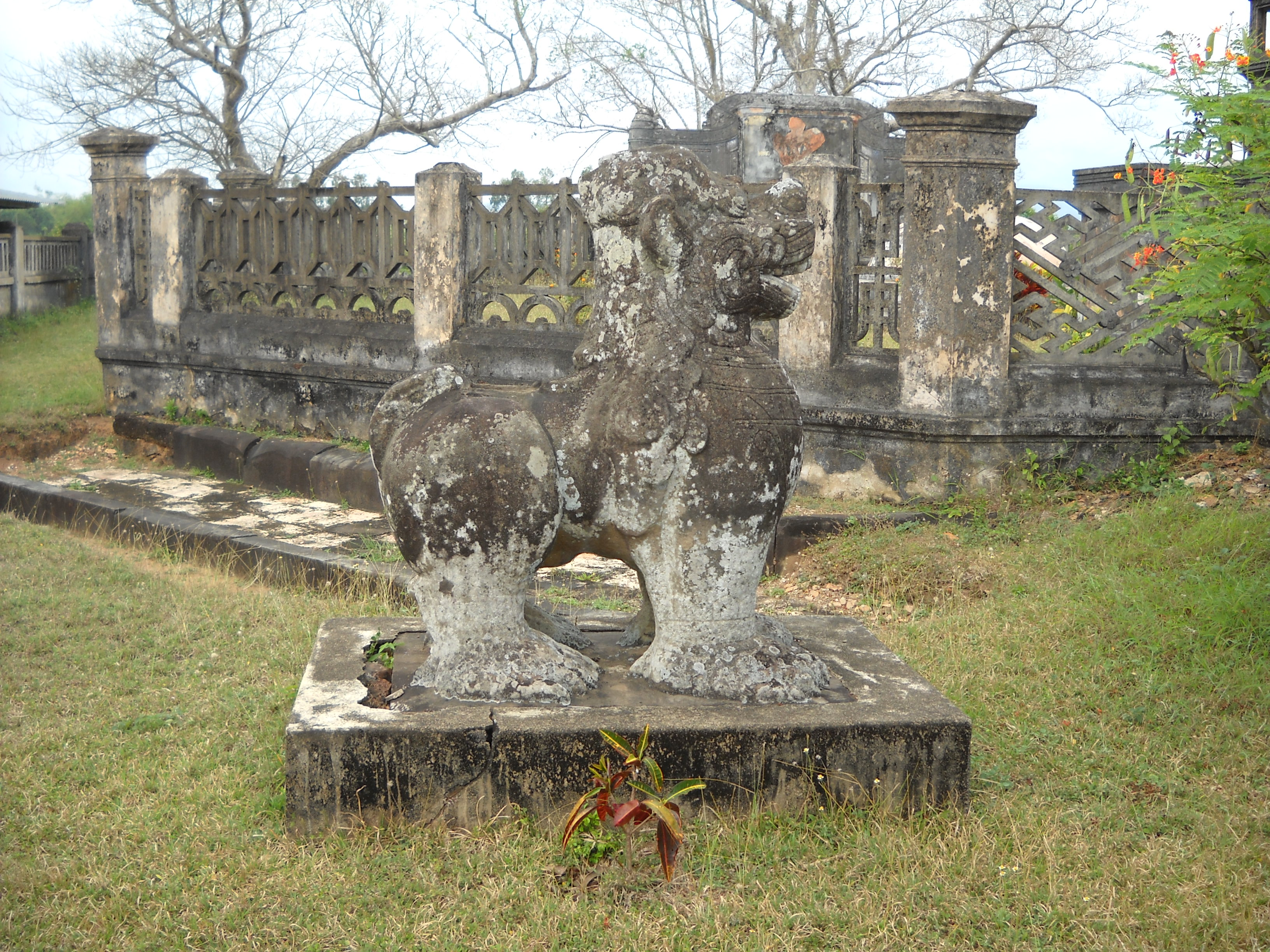
Sư tử đá của Chăm Pa tại thành Vijaya vẫn còn

Vijaya nằm tại vị trí mà hiện nay là xã Nhơn Hậu, Thị xã An Nhơn, tỉnh Bình Định. Cách Quốc lộ 1 khoảng 2 km, toàn thể kinh thành nằm trên một vùng đất cao so với các cánh đồng xung quanh
Theo ghi chép trong Doanh Nhai Thắng Lãm của Mã Đoan, viên thông ngôn của Trịnh Hòa (người nhà Minh, Trung Quốc) đến Vijaya khoảng năm 1413 thì kinh đô Chăm Pa thời kỳ này được miêu tả như sau: 
Đi theo hướng tây nam một trăm lý thì sẽ tới kinh thành nơi nhà vua ngự, người ngoại quốc gọi là "Chiêm Thành". Kinh thành có lũy bằng đá bao quanh, ra vào qua bốn cổng, có lính canh gác. Điện vua thì cao và rộng, phần mái ở trên lợp ngói nhỏ hình thuẫn; bốn bức tường bao quanh có đắp trang trí công phu bằng gạch và hồ, rất gọn ghẽ. Các cánh cửa được làm bằng gỗ cứng, chạm trổ hình thù dã thú và cầm súc. Nhà cửa dân cư trong thành lợp mái tranh, chiều cao mái hiên (tính từ mặt đất) không quá ba "thước", ra vào phải khom lưng cúi đầu, ai cao quá thì thật là bực mình
Vijaya là kinh đô của Chăm Pa trong 5 thế kỷ, từ năm 999 đến năm 1471. Trong khoảng thời gian này, các triều vua Chăm cho xây dựng rất nhiều công trình ở kinh đô, nay còn lại là tám ngôi tháp.
Qua các cuộc xung đột với Đại Việt, Champa mất dần các trấn phía bắc: Indrapura, Amaravati rồi đến năm 1471 thì chính Vijaya bị quân của vua Lê Thánh Tông vây hãm. Quân nhà Lê hạ được sau khi giao tranh đẫm máu. Theo Đại Việt Sử Ký Toàn Thư thì quân Việt bắt sống hơn 30.000 người Chiêm, trong đó có vua Trà Toàn còn 40.000 lính Chiêm tử trận. Đồ Bàn từ đó bị bỏ hoang.
Mãi đến cuối thế kỷ 18, vua Tây Sơn là Nguyễn Nhạc mới ra lệnh xây dựng Thành Hoàng Đế trên nền cũ thành Vijaya để làm kinh đô. Năm 1799 quân chúa Nguyễn Phúc Ánh tái chiếm thành Hoàng Đế và đổi tên là Thành Bình Định. Sang triều Gia Long năm 1816, nhà vua cho phá bỏ thành Bình Định và chuyển thủ phủ về Quy Nhơn.
Hiện nay dấu tích của vương triều Chăm Pa tại Vijaya còn lại là đôi sư tử bằng đá, chạm trổ theo phong cách nghệ thuật Bình Định vào thế kỷ 12-14. Ngoài ra có ngôi Tháp Cánh Tiên, một trong các phong cách nghệ thuật các tháp Chăm.
Di tích Đồ Bàn hiện nay không còn mấy ngoài tường lũy bằng đá ong, ngoài là hào cạn. Trong thành vẫn còn lối đi lát đá hoa cương, một thửa giếng vuông, tượng voi đá, và bên cửa hậu là gò Thập Tháp.
Đặc biệt có ngôi tháp Cánh Tiên cao gần 20 mét, góc tháp có tượng rắn làm bằng đá trắng, voi đá và nhiều tượng quái vật. Kiến trúc tháp này được coi là tiêu biểu cho phong cách Bình Định có niên đại nửa sau thế kỷ 11 sang đầu thế kỷ 12, thuộc triều vua Harivarman IV (1074-1081) và Harivarman V (1113-1139).
Phía Bắc thành có Chùa Thập Tháp Di Đà (được xây trên nền của mười tháp Chăm cổ); phía Nam thành có chùa Nhạn Tháp, đều là những ngôi chùa cổ. Khu vực Đồ Bàn nói chung còn giữ được nhiều di tích liên quan đến văn hóa Chăm Pa và phong trào Tây Sơn như lăng Võ Tánh, lăng Ngô Tùng Châu, cổng thành cũ.
Trong lăng còn chiếc lầu bát giác cổ kính, trong lầu còn tấm bia đá khắc công tích của Ngô Tùng Châu và Võ Tánh (năm 1800). Bia bằng đá trắng, chịu nhiều gió bụi thời gian đến nay đã mòn cả những chữ Hán khắc trên đó.
Hiện nay Phường Đập Đá nằm ngay bên ngoài thành.

## Di tích xung quanh
- Thành Bình Định
- Tháp Hưng Thạnh
- Tháp Dương Long
- tháp Bánh Ít
- Tháp Cánh Tiên
- Núi Bà (Bình Định)